# Glaphyrus serratulae villosipennis
Glaphyrus serratulae villosipennis es una subespecie de coleóptero de la familia Glaphyridae.

## Distribución geográfica
Habita en Marruecos.